# Ramón Serrano García
Ramón Serrano García fue un líder sindical y político mexicano miembro del Partido Revolucionario Institucional. Fue fundador de la Federación de Obreros Colimenses en 1937 junto con el dirigente obrero José Pimentel Llerenas. Fue diputado local por el PRI en la XXXVIII Legislatura del Congreso del Estado de Colima, XLI Legislatura del Congreso del Estado de Colima y en la XLIII Legislatura del Congreso del Estado de Colima. Fue diputado federal por el I Distrito Electoral Federal de Colima en la L Legislatura del Congreso de la Unión de México y diputado federal por el II Distrito Electoral Federal de Colima en la LII Legislatura del Congreso de la Unión de México. Su hijo Ramón Serrano Ahumada fue senador de la república. 